# Entre les roseaux
Pour les articles homonymes, voir Roseaux (homonymie).
Pour plus de détails, voir Fiche technique et Distribution.
Entre les roseaux (titre original en anglais : A Moment in the Reeds) est un film finlandais réalisé par Mikko Mäkelä en 2017, sorti en Belgique le 27 janvier 2018 et en France le 20 mars 2019. Le film est présenté pour la première fois au Festival du film de Londres en 2017.

## Synopsis
Leevi, qui prépare sa thèse de littérature comparée à Paris, revient en Finlande passer l’été auprès de son père dans le chalet familial au bord d’un lac. Celui-ci le sollicite afin de réparer le chalet qu’il souhaite vendre pour obtenir des fonds à injecter dans son entreprise dont l’activité connaît des difficultés. Absorbé par les deux poètes qu’il étudie pour ses travaux de recherche, Leevi n’est guère enclin à participer à ces travaux qui l’ennuient profondément et pour lesquels il ne montre aucune disposition. Son père recourt aux services d’une société qui lui envoie un ouvrier. L’arrivée de Tarek, réfugié syrien, que le père regarde de haut, avec une certaine méfiance, ne laisse pas Leevi indifférent. Ils vont rapidement s’abandonner l’un à l’autre loin du père reparti pour s’occuper de son entreprise. Leevi et Tarek se rapprochent et évoquent leurs désirs et leurs rêves. À son retour, le père constate que les travaux n’ont pas avancé et accuse Tarek d’être incompétent et incapable de s’acquitter des tâches pour lesquelles il a été embauché. Une dispute survient. Elle ne sera pas sans conséquences sur la relation naissante de Leevi et Tarek.
Regard critique :
quatre personnages dans ce film subtil, cinq avec la nature finlandaise omniprésente que le réalisateur filme avec délicatesse et sensualité.
On assiste à une relation naissante peut-être un amour qui s’ébauche. Chacun fuit quelque chose et aspire à débuter une autre histoire. Leevi est détaché de la Finlande, mais également de son père qui ne comprend rien aux aspirations de son fils, tandis que Tarek, loin des siens, souhaite ancrer sa vie dans ce pays qui l’accueille en bénéficiant d’une liberté sexuelle empêchée en Syrie où ses relations avec des hommes étaient fugaces et cachées. Leevi et Tarek peuvent-ils se comprendre et s’aimer sans se perdre ?

## Fiche technique
- Langue du film : anglais
- Dates de sortie : 
  - Belgique : 27 janvier 2018 (PinX Filmfestival (nl), Gand)

## Distribution
- Janne Puustinen
- Boodi Kabbani